# داوید آلفارو سیکیروس
داوید آلفارو سیکِـیروس (اسپانیایی: David Alfaro Siqueiros‎؛ ‏ (۱۸۹۶ - ۱۹۷۴) نقاش مکزیکی بود.

## نمایش‌گاه‌های فردی
- ۱۹۳۲ - خانهٔ اسپانیا در مکزیکوسیتی.
- ۱۹۳۲ - کتاب‌خانه جک بیتلن در لوس آنجلس، کالیفرنیا.
- ۱۹۳۳ - انجمن «دوستان هنر» بوئینس آیرس، آرژانتین.
- ۱۹۳۴ - استودیوهای دلفیک، نیویورک.
- ۱۹۳۹ - نگارخانه پیرمانس نیویورک.
- ۱۹۴۷ - موزه ملی هنرهای تجسمی، انستیتو ملی هنرهای زیبا.
- ۱۹۵۰ - بی‌ینال ونیز، غرفه مکزیک، ایتالیا.
- ۱۹۵۶ - استودیو هنرمند. مکزیکوسیتی.
- ۱۹۶۴ - نگارخانه میسراکی. مکزیکوسیتی.
- ۱۹۶۵ - موزه خصوصی دکتر آلوارو کاریلو گیل مکزیکوسیتی.

## نگارخانه

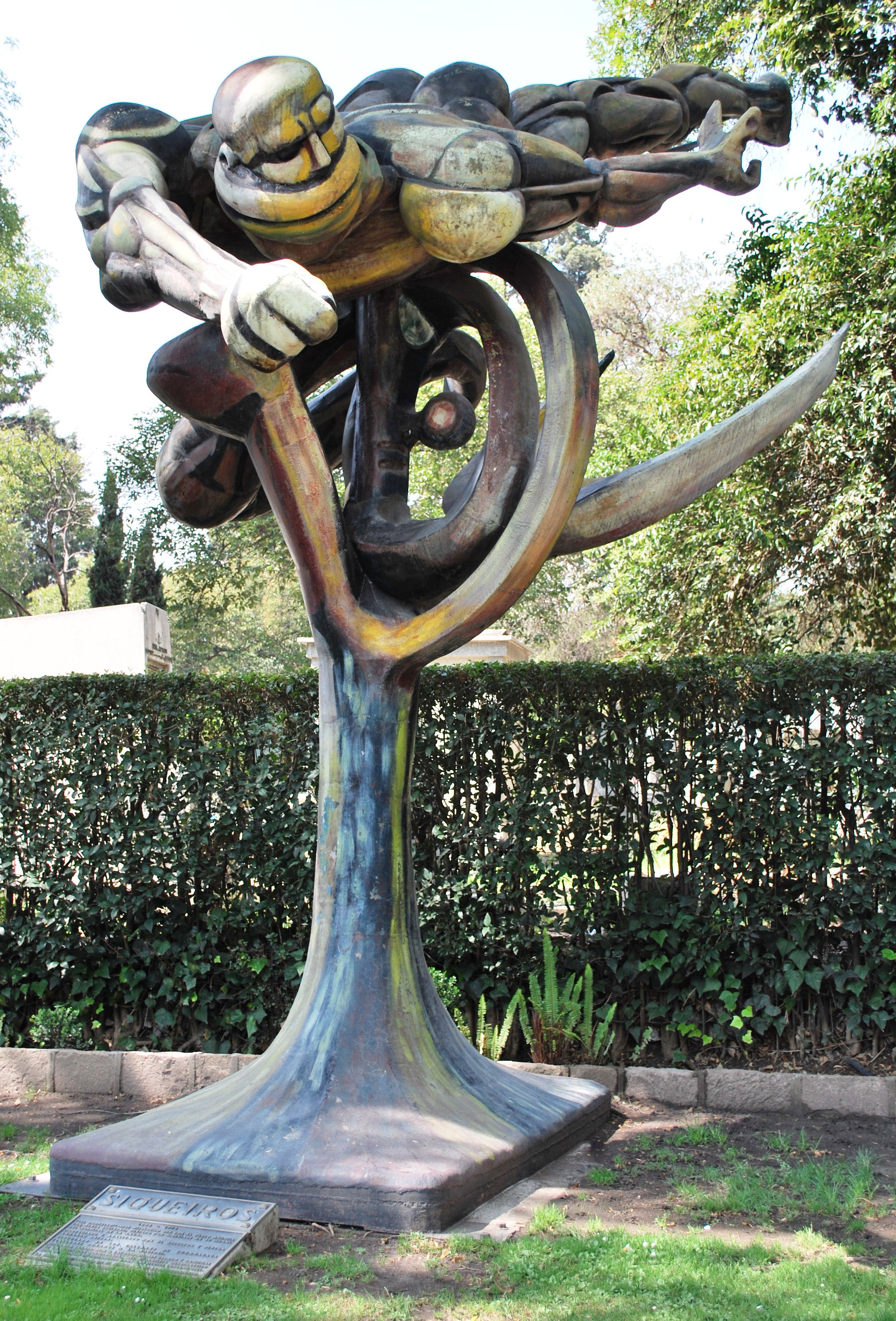
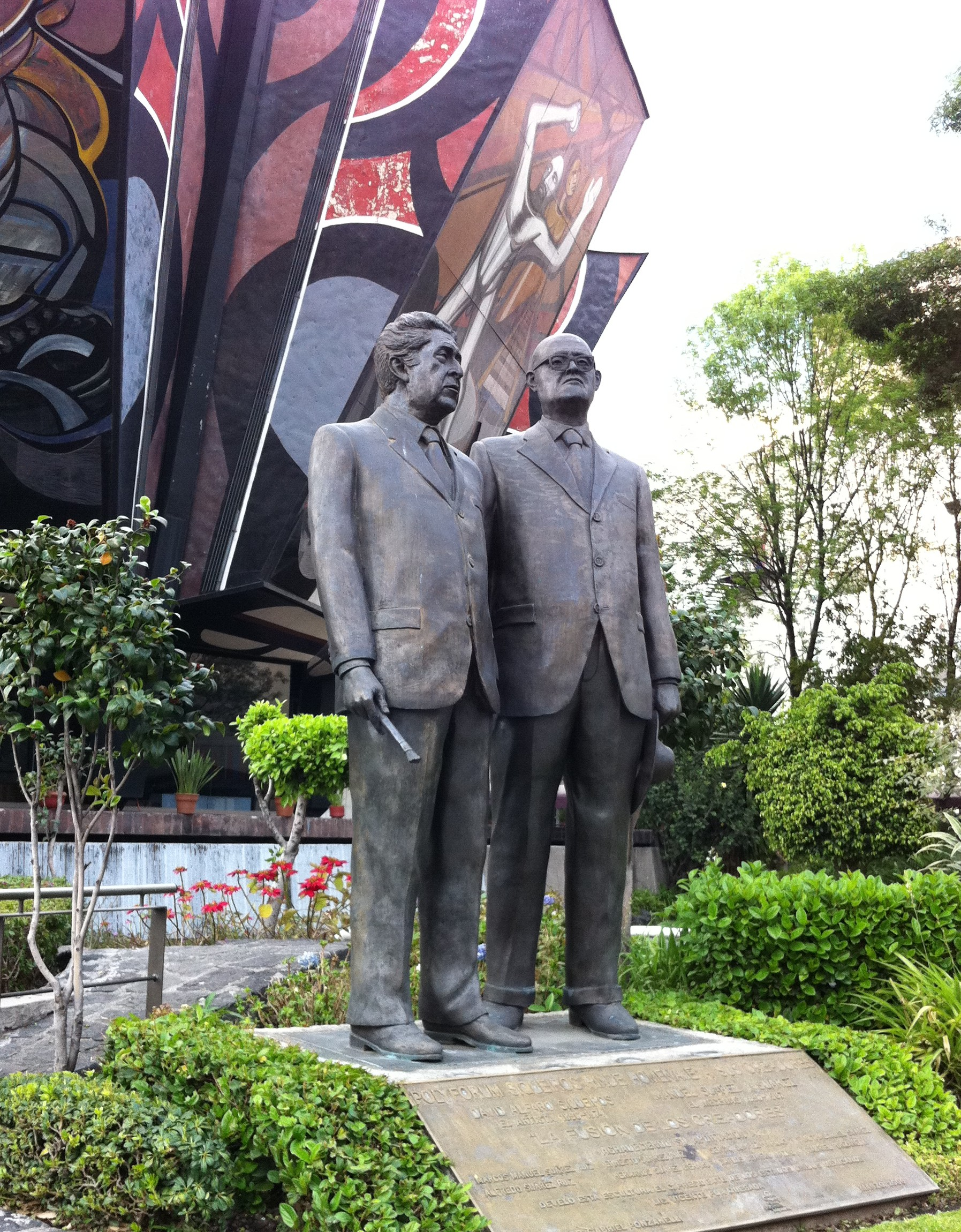